# Heinleinshaus
Heinleinshaus ist eine Wüstung auf dem Gemeindegebiet der Kreisstadt Kronach im Landkreis Kronach (Oberfranken, Bayern).

## Geographie
Die Einöde befand sich auf einer Höhe von 311 m ü. NHN auf freier Flur westlich der Haßlach. Im Westen gab es auch eine Chaussee (heute B 85), die an Schießhaus vorbei nach Kronach (0,8 km südlich) bzw. nach Stockheim (7,5 km nördlich) führte.

## Geschichte
Heinleinshaus bestand in der ersten Hälfte des 19. Jahrhunderts auf dem Gemeindegebiet von Kronach. 1861 hatte Heinleinshaus 8 Einwohner. In einer topographischen Karte von 1943 wurde der Ort letztmals verzeichnet.

## Religion
Der Ort war katholisch und nach St. Johannes der Täufer (Kronach) gepfarrt.